# 金相浩
金相浩（韓語：김상호，1970年7月24日—），韓國男演員，其他譯名金相鎬、金尚昊。

## 出演作品

### 電視劇
- 2008年：KBS《風之國》飾演 麻黃
- 2008年：KBS《我的愛金枝玉葉》
- 2009年：MBC《Triple》飾演 南教練
- 2010年：SBS《檢察官公主》飾演 夢鍾石
- 2011年：MBC《一閃一閃亮晶晶》飾演 朴中赫
- 2011年：MBC《是否聽見我的心》
- 2011年：SBS《城市獵人》飾演 裴植中
- 2011年：OCN《特殊案件專案組TEN》飾演 白道植
- 2012年：KBS《順藤而上的你》飾演 方政培
- 2013年：OCN《特殊案件專案组TEN 2》飾演 白道植
- 2013年：KBS《劍與花》飾演 蘇瑡繁
- 2014年：KBS《真是好時節》飾演 姜雙植
- 2014年：SBS《異鄉人醫生》飾演 楊正漢
- 2014年：KBS《Drama Special－違法泊車》
- 2015年：JTBC《D-Day》飾演 崔一燮
- 2016年：KBS《Baby Sitter》飾演 趙尚元
- 2016年：MBC《好運羅曼史》飾演 元大海
- 2016年：tvN《打架吧鬼神》飾演 明哲僧人
- 2017年：MBC《Missing9》飾演 黃再國
- 2017年：MBC《守望者》飾演 吳光浩
- 2019年：SBS《綠豆花》飾演 崔德基
- 2020年：SBS《Alice》飾演 高炯錫
- 2021年：JTBC《妳的倒影》飾演 尹相浩
- 2022年：JTBC《Insider》飾演 睦震亨
- 2022年：KBS《真劍勝負》飾演 朴在京
- 2023年：ENA《陌生人》飾演 朴相久
- 2023年：ENA《绑架之日》飾演 朴哲元
- 2024年：JTBC《Hide》飾演 白民燁
- 2024年：TVING《或好或壞的東載》飾演 李經學
- 2025年：SBS《鬼宮》飾演 風山
- 2025年：tvN《拜託戒酒吧》飾演 韓正洙
- 2025年： WAVVE（朝鲜语：WAVVE）《ONE：高中英雄們》飾演 金錫泰

### 網路劇
- 2019年：Netflix《李屍朝鮮》飾演 武英
- 2020年：Netflix《李屍朝鮮2》飾演 武英
- 2020年：Netflix《Sweet Home》飾演 韓斗植
- 2021年：Netflix《以吾之名》飾演 車奇浩
- 2022年：Disney+《警校菜鳥》飾演 車宥昆
- 2022年：Disney+《第六感之吻》飾演 廣告導演（特別出演）
- 2022年：Disney+ 《爭鋒相辯》飾演 申治植
- 2024年：Disney+《支配物种》饰演 金伸救

### 電影
- 2004年：《笨小孩》
- 2004年：《犯罪的重構》
- 2005年：《那時候的人們》飾演 張沅泰
- 2005年：《凸搥俏女警》飾演 姜刑警
- 2005年：《你是我的命運》飾演 金京裴
- 2006年：《孔畢斗》飾演 池刑警
- 2006年：《老千》飾演 朴武錫
- 2007年：《重返舞台四天王》飾演 赫洙
- 2007年：《食客》飾演 宇忠居
- 2007年：《村金庫連環盜竊事件》飾演 探員
- 2008年：《最後的禮物》飾演 容泰
- 2009年：《好雨時節》飾演 分社長
- 2009年：《田禹治》飾演 神父
- 2010年：《出雲之月》飾演 朴乭石
- 2010年：《青苔：死亡異域》飾演 全錫滿
- 2011年：《心跳》飾演 趙隊長
- 2011年：《與敵同寢》飾演 白氏
- 2011年：《白鯨》飾演 孫鎮基
- 2011年：《冠軍》飾演 保安官
- 2011年：《格鬥少年菀得》飾演 鄰居大叔
- 2013年：《落跑老爸》飾演 安尚基
- 2013年：《素媛》飾演 廣植
- 2014年：《海霧》飾演 浩英
- 2015年：《Miss Wife》飾演 李所長
- 2015年：《愛上變身情人》飾演 金禹鎮
- 2015年：《大虎:獸獵傳奇（朝鲜语：대호）》飾演 七久
- 2016年：《特別搜查:囚犯的信》飾演 權順泰
- 2017年：《被操縱的都市》飾演 馬德秀
- 2017年：《你會在那裡嗎》飾演 姜泰浩
- 2017年：《普通人》飾演 楚在鎮
- 2018年：《致命目擊》飾演 張在燁
- 2018年：《極智對決》飾演 安赫秀
- 2019年：《Package》
- 2019年：《量子物理學》飾演 朴基憲
- 2020年：《黃金之旅》飾演 勇裴
- 2021年：《無人之境》飾演 成河
- 2023年：《沒有國家的冠軍》飾演 白南鉉[1]

### 綜藝節目
- 2018年：SBS《美秋里 8-1000》固定出演
- 2019年：SBS《美秋里 8-1000 (第二季)》固定出演

## 獲獎
- 2007年：青龍電影獎－最佳男配角《快樂的人生》
- 2012年：KBS演技大賞－男配角獎（順藤而上的你）

## 外部連結
- 金相浩在NAVER上的资料
- 金相浩在韩国电影数据库（KMDb）上的資料（韓語）
- 金相浩在互联网电影资料库（IMDb）上的資料（英文）